# Little Boy from Manly

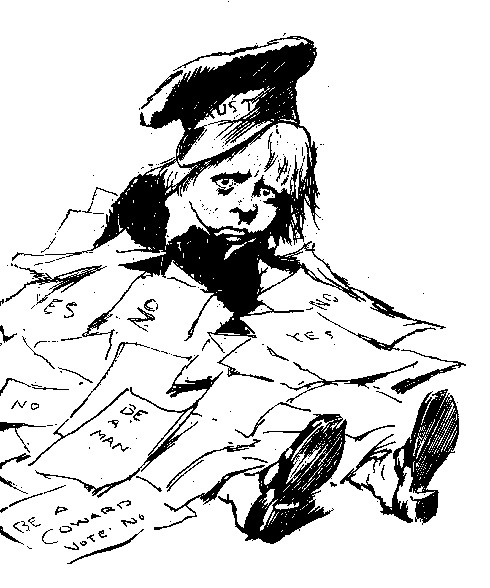
O Menininho de Manly, desenhado por Norman Lindsay durante o ano de 1916 Alistamento Referendo

O Menininho de Manly é uma personificação nacional  de Nova Gales do Sul e, mais tarde, Austrália criado pelo cartunista Livingston Hopkins do Boletim em abril de 1885.
Em Março de 1885, como o de Nova Gales do Sul Contingente estava prestes a partir para o  Sudão, uma carta foi endereçada ao Premier William Bede Dalley contendo um cheque de £25 (aproximadamente 30€), para a Patriótica Fundo 'com meus melhores desejos de um menino em Manly'. Ele foi a Austrália, primeiro no exterior aventura militar, e o menino se tornou um símbolo tanto do patriotismo Australiano, ou entre os adversários da aventura, do estúpido do chauvinismo. Hopkins colocou o menino em um desenho animado, vestido com as calças e topetinho camisa associado com oconto de fadas do tipo piegas. Nas décadas seguintes, tornou-se símbolo de jovens da Austrália.